# Adrienne Fazan
Adrienne Fazan (* 9. Mai 1906 in Los Angeles, Kalifornien; † 23. August 1986 ebenda) war eine US-amerikanische Filmeditorin.

## Leben
Nachdem Adrienne Fazan 1933 erstmals eigenverantwortlich den Filmschnitt des Dramas Day of Reckoning geführt hatte, war sie von 1939 bis 1944 in unzähligen Kurzfilmen für den Filmschnitt verantwortlich, darunter Prophet Without Honor, More About Nostradamus und No News Is Good News. Anschließend erhielt sie die Chance Kinofilme wie Du sollst mein Glücksstern sein, Verdammt sind sie alle und Zwei Wochen in einer anderen Stadt zu schneiden. Für Ein Amerikaner in Paris (1951) erhielt sie eine Oscar-Nominierung und für Gigi (1958) eine Auszeichnung jeweils für den Besten Filmschnitt. Damit war sie nach Anne Bauchens und Barbara McLean erst die dritte Frau, die den Schnittoscar gewann.
Mit Geschossen wird ab Mitternacht endete ihre Karriere 1970. Sie war an rund 80 Produktionen beteiligt gewesen.

## Filmografie (Auswahl)
- 1933: Day of Reckoning
- 1937: Die Braut trug Rot (The Bride Wore Red)
- 1939: Prophet Without Honor (Kurzfilm)
- 1940: More About Nostradamus (Kurzfilm)
- 1942: Mr. Blabbermouth! (Kurzfilm)
- 1943: No News Is Good News (Kurzfilm)
- 1945: Between Two Women
- 1945: Urlaub in Hollywood (Anchors Aweigh)
- 1946: Ball in der Botschaft (Holiday in Mexico)
- 1946: Geheimnis des Herzens (The Secret Heart)
- 1948: Ein Bandit zum Küssen (The Kissing Bandit)
- 1949: Damals im Sommer (In the Good Old Summertime)
- 1950: Nancy geht nach Rio (Nancy Goes to Rio)
- 1950: Die Venus verliebt sich (Duchess of Idaho)
- 1950: Liebeslied auf Tahiti (Pagan Love Song)
- 1951: Ein Amerikaner in Paris (An American in Paris)
- 1951: Karneval in Texas (Texas Carnival)
- 1952: Du sollst mein Glücksstern sein (Singin’ in the Rain)
- 1953: Eine Chance für Suzy (Give a Girl a Break)
- 1955: Vorwiegend heiter (It’s Always Fair Weather)
- 1956: Einladung zum Tanz (Invitation to the Dance)
- 1956: Vincent van Gogh – Ein Leben in Leidenschaft (Lust for Life)
- 1957: Warum hab’ ich ja gesagt? (Designing Woman)
- 1958: Gigi
- 1958: Verdammt sind sie alle (Some Came Running)
- 1959: Die Nervensäge (The Gazebo)
- 1960: Anruf genügt – komme ins Haus (Bells Are Ringing)
- 1962: Zwei Wochen in einer anderen Stadt (Two Weeks in Another Town)
- 1962: Die vier apokalyptischen Reiter (The 4 Horsemen of the Apocalypse)
- 1963: Der Preis (The Prize)
- 1965: 36 Stunden (36 Hours)
- 1966: Dieses Mädchen ist für alle (This Property Is Condemned)
- 1968: Der Mann in Mammis Bett (With Six You Get Eggroll)
- 1970: Geschossen wird ab Mitternacht (The Cheyenne Social Club)

## Auszeichnungen
- Oscar
  - 1952: Bester Schnitt – Ein Amerikaner in Paris (nominiert)
  - 1959: Bester Schnitt – Gigi